# 雷德福德 (密歇根州)
雷德福德（英語：Redford）是位於美國密歇根州韋恩縣的一個特設鎮區。

## 地方資料
雷德福德的面積為29.11平方千米，當中陸地面積為29.11平方千米，而水域面積為0.00平方千米。根據2020年美國人口普查的數據，當地共有人口49504人，而人口密度為每平方千米1,700.58人。